# 정수명 영세불망비
정수명(鄭洙明) 영세불망비는 대한민국 충청북도 증평군 증평읍 덕상리에 있는, 옛 청안현감 정수명(鄭洙明)의 불망비이다. 2007년 10월 15일 증평군의 향토유적 제14호로 지정되었다.

## 개요
증평읍사무소에서 괴산군 청안 방면으로 가다 증천교 앞 삼거리에서 오른쪽으로 청원군 초정 방면의 540번 지방도를 따라가다 보면 2.5km쯤에 왼편으로 덕상1리(연정) 마을안내석이 있다. 이 안내석을 따라 마을을 지나 뒷산에 오르면 있다.
조선시대인 1697년 12월에 세운 청안현 정수명현감(1678년 1월~1679년 11월)의 송덕비가 흙속에 묻혀 있었던 것을 2003년 겨울에 덕상1리(연정마을)이장 이종관(52세)에 의해 발견됐다. 2004년 3월에 청주고인쇄박물관 연구원 라경준외 향토사학자 2명의 확인을 거처 증평향토문화연구회에서 주변정리를 했다. 이는 청주에서 원평(죽리)을 지나 청안으로 가는 옛 길목에서 5ｍ떨어진 산 언덕빼기이다. 송덕비의 크기는 높이가 1ｍ50cm이고 넓이가 98cm로 좌대도 없는 화강암의 자연석에 떠나간 현감이 재임하는 동안 백성에게 베푼 덕망과 어진정치에 감사하면서 그 공덕을 오래도록 잊을 수 없음을 기리기 위해 백성(주민)들이 세웠다.

## 비문 내용
縣監鄭侯洙明(현감정후수명) 현감 정수명 어른의

淸德愛民(청덕애민) 맑은 덕과 백성을 사랑하심은

永世不忘 碑(영세불망 비) 세세토록 영원히 잊을 수 없다.